# NGC 5921
NGC 5921 је спирална галаксија у сазвежђу Змија која се налази на NGC листи објеката дубоког неба.
Деклинација објекта је + 5° 4' 13" а ректасцензија 15h 21m 56,3s. Привидна величина (магнитуда) објекта NGC 5921 износи 10,7 а фотографска магнитуда 11,5. Налази се на удаљености од 25,2000 милиона парсека од Сунца. NGC 5921 је још познат и под ознакама UGC 9824, MCG 1-39-21, CGCG 49-146, IRAS 15194+0514, PGC 54849.